# ريان ويليامسون
ريان ويليامسون (بالإنجليزية: Ryan Williamson) (14 مارس 1996 في المملكة المتحدة - ) هو لاعب كرة قدم بريطاني في مركز الدفاع. لعب مع نادي سلتيك.

## وصلات خارجية
- ريان ويليامسون على موقع الاتحاد الأوربي (الإنجليزية)
- ريان ويليامسون على موقع قاعدة بيانات كرة القدم.إي يو (الإنجليزية)
- ريان ويليامسون على موقع Soccerbase.com (لاعب) (الإنجليزية)
- ريان ويليامسون على موقع Soccerway.com (الإنجليزية)
- ريان ويليامسون على موقع عالم كرة القدم.نت (الإنجليزية)
- ريان ويليامسون على موقع GSA (الإنجليزية)